# Ондавске Матјашовце
Ондавске Матјашовце (слч. Ondavské Matiašovce) насељено је мјесто са административним статусом сеоске општине (слч. obec) у округу Вранов на Топлој, у Прешовском крају, Словачка Република.

## Становништво
| Година:    | 1994. | 2004.   | 2014.   | 2024.   |
| ---------- | ----- | ------- | ------- | ------- |
| Број људи: | 753   | 811     | 825     | 803     |
| Разлика:   |       | +7,70 % | +1,72 % | -2,66 % |

| Година:    | 2023. | 2024.   |
| ---------- | ----- | ------- |
| Број људи: | 799   | 803     |
| Разлика:   |       | +0,50 % |

Према подацима о броју становника из 2024. године насеље је имало 803 становника.